# Julius Erving Award

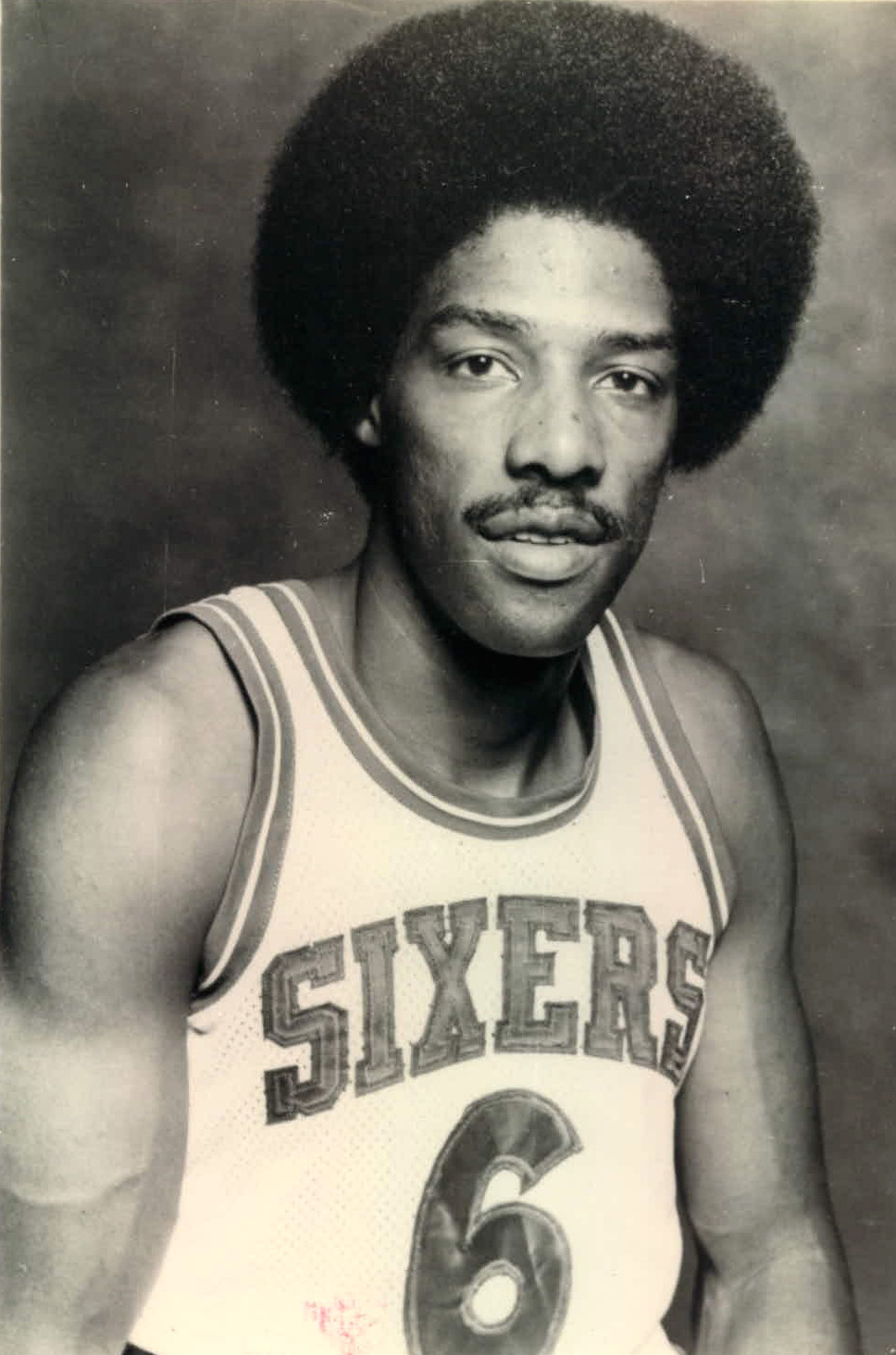
Julius Erving

Julius Erving Small Forward of the Year Award – nagroda przyznawana corocznie przez Koszykarską Galerię Sław im. Jamesa Naismitha najlepszemu koszykarzowi akademickiemu, występującemu na pozycji niskiego skrzydłowego.
Po sukcesie nagrody – Bob Cousy Award, którą zaczęto przyznawać w 2004 roku, kapituła Galerii Sław stworzyła ją wraz z trzema innymi (Jerry West Award, Kareem Abdul-Jabbar Award, Karl Malone Award) na inauguracyjną ceremonię – College Basketball Awards w 2015 roku. Nosi imię wybranego do grona 50. najlepszych zawodników w historii NBA oraz Galerii Sław Juliusa Ervinga.
Pierwszym w historii laureatem nagrody został Stanley Johnson.

## Laureaci
| *            | Nagrodzeni tytułem Krajowego Akademickiego Koszykarza Roku: im. Naismitha lub John R. Wooden Award |
| Zawodnik (X) | Cyfra w nawiasie oznacza liczbę nagród, uzyskanych przez tego samego zawodnika                     |
| Freshman     | koszykarz I roku                                                                                   |
| Sophomore    | Koszykarz II roku                                                                                  |
| Junior       | koszykarz III roku                                                                                 |
| Senior       | Koszykarz IV roku                                                                                  |

| Sezon   | Zawodnik         | Uczelnia       | Status    |
| ------- | ---------------- | -------------- | --------- |
| 2014–15 | Stanley Johnson  | Arizona        | Freshman  |
| 2015–16 | Denzel Valentine | Michigan State | Senior    |
| 2016–17 | Josh Hart        | Villanova      | Senior    |
| 2017–18 | Mikal Bridges    | Villanova      | Junior    |
| 2018–19 | Rui Hachimura    | Gonzaga        | Junior    |
| 2019–20 | Saddiq Bey       | Villanova      | Sophomore |
| 2020–21 | Corey Kispert    | Gonzaga        | Senior    |
| 2021–22 | Wendell Moore    | Duke           | Junior    |
| 2022–23 | Jalen Wilson     | Kansas         | Junior    |
| 2023–24 | Dalton Knecht    | Tennessee      | Graduate  |
| 2024–25 | Cooper Flagg*    | Duke           | Freshman  |